# 马哈昂美寺
马哈昂美寺
，又称湄努砖寺，是缅甸曼德勒省阿瓦的一座历史悠久的僧院。
在捐赠者湄努王后的授意下，这座砖砌的寺院于1822年12月3日开始修建并于1828年1月29日正式开光。王后将这座寺院捐赠给了她的宗教导师良甘西亚多乌波。后来，她又将其赠予第二任良甘西亚多乌博。这座寺院在1838年的地震中受损，但由其女儿辛标玛信于1873年做主进行了修复。这座寺院是贡榜王朝中期缅甸建筑最精美的典范之一。其建筑模仿了具有多个屋顶的木制寺院，并有一个七层上层建筑的祈祷大厅。
该建筑在2025年缅甸地震期间倒塌。
在遭遇地震之前，马哈昂美寺是因瓦古城现存古建筑中规模最大的一座，其外观呈现浅黄色，雕刻技艺较为复杂，具有典型的欧式风格，是非常受游客欢迎的游览景观之一。